# Nipinnawasee (California)
Nipinnawasee es un lugar designado por el censo ubicado en el condado de Madera en el estado estadounidense de California. En el año 2010 tenía una población de 475 habitantes.

## Geografía
Nipinnawasee se encuentra ubicado en las coordenadas 37°24′3.65″N 119°43′39.47″O / 37.4010139, -119.7276306.